# 山田秀樹
山田秀樹，別名，日本插畫家、漫畫家。

## 來歷、人物
2002年出道。主要從事輕小說的插畫、少年漫畫與成人向漫畫及擔任遊戲的原畫。
為遊戲開發公司日本Falcom的前職員，也是新海誠在職期間的前輩。為人熟悉的是提攜《英雄傳說IV 朱紅的淚》等電子遊戲的圖像。
2004年曾接成人遊戲的原畫。
2005年至2012年在enterbrain的旗下成人漫畫雜誌《TECH GIAN》連載《魔乳秘劍帖》，後在2011年被改編成電視動畫。2012年起在同雜誌2月號連載同作品的四格漫畫衍伸作品《Pretty Risky胸華》。2015年7月起在集英社的《少年Jump＋》連載《電力充沛!! 家電美眉》。
山田的作品大部分是以繪製輕小說的插圖為中心，所以在漫畫雜誌上發表的短篇並不多，是缓步推進的進行發表。

## 作品列表

### 漫畫
- 淚光閃閃（2006年，原作：吉田紀子，幻冬舎Comics）
- 魔乳秘劍帖（2005年－2012年，enterbrain）
- 山田秀樹短篇集 女大學生的日常（2009年，enterbrain）
- （2012年，WANIMAGAZINE（日语：ワニマガジン））ISBN 978-4862691989
- 私？（2013年，WANIMAGAZINE） ISBN 978-4862692832
- 電力充沛!! 家電美眉（2015年－2017年，少年Jump+，集英社）

1. 2015年12月 ISBN 978-4088805443
2. 2016年5月 ISBN 978-4088806655
3. 2016年12月 ISBN 978-4088807898
4. 2017年6月 ISBN 978-4088810867
5. 2018年1月 ISBN 978-4088813127（全5冊）

- 好（2018年，WANIMAGAZINE）ISBN 978-4862695789
- （2019年8月號－2021年7月號，《別冊少年Magazine》，講談社，全4冊）

### 輕小說
- Phantom（2002年，原作：虛淵玄，著：Reaction，角川書店）

1. Phantom ～Ein～
2. Phantom ～Zwei～

- 吸血歼鬼（2002年，原作：虛淵玄、著：種子島貴（日语：種子島貴），角川書店）

1. WHITE NIGHT
2. MOON TEARS

- （2003年－2005年，高瀨彼方（日语：高瀬彼方），角川書店）

- （2002年～2008年，著：渡邊正樹（日语：渡辺まさき））

1. （富士見書房）
2. （富士見書房）
3. （Comic Dragon發表）
4. （Hobby Japan（日语：ホビージャパン））

- 月娘 全2冊（2006年－2007年，著：渡邊，Hobby Japan）

### 遊戲
- 『英雄傳說V 海之檻歌』 OP圖像（1999年，日本Falcom）
- 『永遠的伊蘇II』 圖像（2000年，日本Falcom）
- 『七星魔法使 Original』 圖像（2000年，日本Falcom）
- 『英雄傳說IV 朱紅的淚』（Windows版） 圖像（2000年，日本Falcom）
- 『伊蘇I·II完全版』 OP圖像（2000年，日本Falcom）
-  OP影片（2002年，minori）
-  人物設定、原畫（2004年，nico）

## 外部連結
- （日語）－山田秀樹的官方個人部落格。
- 山田秀樹的X（前Twitter） （日語）